# حبيل السبت (السبرة)

تعديل مصدري - تعديل

حبيل السبت محلة تابعة لقرية حجر، التابعة لعزلة الابروة بمديرية السبرة إحدى مديريات محافظة إب في الجمهورية اليمنية.، بلغ تعداد سكانها 72 حسب تعداد اليمن لعام 2004.